# Giovanni Colonna (Kardinal, 1456)
Giovanni Colonna (* 1456 in Rom, Kirchenstaat; † 26. September 1508 ebenda) war ein italienischer Kardinal.

## Leben
Giovanni Colonna wurde 1456 in Rom geboren. 
Er wurde Apostolischer Protonotar. Im Konsistorium am 15. Mai 1480 kreierte ihn Papst Sixtus IV. zum Kardinal. Am 3. Juni 1480 nahm er seine Titeldiakonie Santa Maria in Aquiro in Besitz. Am 10. November 1480 wurde er zum Apostolischen Administrator von Rieti ernannt. Sein Bruder Girolamo wurde am 3. April 1482 in Rom ermordet. Kardinal Colonna wurde zusammen mit Kardinal Giovanni Battista Savelli des Hochverrats angeklagt und am 2. Juni 1482 im Vatikan verhaftet. Er wurde im Haus von Kardinal Girolamo Basso della Rovere untergebracht und am folgenden Tag im Castello Sant’Angelo eingekerkert. Am 15. November 1483 wurde er freigelassen und ins Konsistorium aufgenommen. Der Kampf in Rom ging weiter und er ging fort. Der verfolgte Apostolische Protonotar Lorenzo Addone suchte am 30. März 1484 Zuflucht im Palast des Kardinals an der heutigen Piazza della Pilotta. Nach dem Tod des Papstes im darauffolgenden August kehrte Kardinal Colonna nach Rom zurück und wurde vom Volk gefeiert.
Er nahm am Konklave 1484, welches Innozenz VIII. wählte, und 1492, welches Alexander VI. wählte, teil. Der Papst ernannte ihn zu seinem Nachfolger als Kommendarabt von Subiaco. Er hatte das Amt, mit einer Unterbrechung zwischen 20. August 1501 und 1504, bis zu seinem Tod inne.
Im September 1503 nahm er an der Wahl von Papst Pius III. und im Oktober 1503 an der Wahl von Papst Julius II. 1504 wurde Kommendarabt des Klosters Grottaferrata. Beim letzten Konklave war er Kardinalprotodiakon. Im November 1503 wurde er Erzpriester der Lateranbasilika als Nachfolger des gewählten Papstes. Ab 1504 war er Erzbischof von Messina. Bei der Grundsteinlegung der neuen Basilika St. Peter am 18. November 1506 verkündete er auf Latein den vom Papst gewährten Ablass.
Er wurde in der Basilika Santi XII Apostoli bestattet.

## Verwanschaftliche Beziehungen
Er war der Sohn von Antonio Colonna, Fürst von Salerno, und dessen dritter Frau Imperiale Collona. Er war Großneffe von Papst Martin V. und Neffe von Prospero Colonna. Weitere Kardinäle aus den verschiedenen Zweigen der Familie waren Giovanni Colonna (1212), Giacomo Colonna (1278), Pietro Colonna (1288), Giovanni Colonna (1327), Agapito Colonna (1378), Stefano Colonna (1378), Pompeo Colonna (1517), Marco Antonio Colonna, Senior (1565), Ascanio Colonna (1586), Girolamo Colonna (1627), Carlo Colonna (1706), Prospero Colonna (1739), Girolamo Colonna (1743), Prospero Colonna (1743), Marcantonio Colonna, Junior (1759), Pietro Colonna (1766), der den Nachnamen Pamphili annahm, und Nicola Colonna, 1785.